# جوناثان غوغ
جوناثان غوغ (بالإنجليزية: Jonathan Gough)‏ هو كاهن أنجليكاني بريطاني، ولد في 1962.